# La fortuna dei mariti
La fortuna dei mariti (Craig's Wife) è un film muto del 1928 diretto da William C. de Mille e interpretato da Irene Rich, Warner Baxter, Virginia Bradford, Carroll Nye, Lilyan Tashman, George Irving, Jane Keckley, Mabel Van Buren, Ethel Wales, Rada Rae.
Sceneggiato da Clara Beranger, il soggetto del film è tratto da Craig's Wife, lavoro teatrale di George Kelly, Premio Pulitzer del 1926. Presentata al Morosco Theatre, la pièce ebbe un totale di 360 rappresentazioni; debuttò il 12 ottobre 1925 chiudendo nell'agosto 1926. Cavallo di battaglia per grandi attrici, il dramma conobbe altre due versioni cinematografiche: una nel 1936, con Rosalind Russell, e una nel 1950, con Joan Crawford.

## Trama
La signora Craig governa con pugno di ferro la propria casa: tiranno esigente, pretende pulizia e ordine perfetto ma anche che tutti gli altri abitanti si adeguino ai suoi canoni comportamentali. Quando Ethel, la sua giovane sorella, si innamora di un professorino che insegna al college, la signora Craig giudica quel rapporto inappropriato e redarguisce la sorella che si sente spinta a prometterle di rompere quella relazione e a tornare a casa, lasciando così gli studi. Durante l'assenza della moglie, il signor Craig viene sospettato di essere l'autore di due omicidi. Al suo rientro, la signora cerca in tutti i modi di ostacolare le indagini della polizia e di scongiurare lo scandalo che potrebbe disonorare il buon nome della famiglia. Si scopre alla fine che i due omicidi erano in realtà un suicidio-omicidio e il signor Craig recupera la sua onorabilità. Quella brutta esperienza lo ha però portato a considerare con occhi nuovi la moglie di cui ora realizza finalmente l'egoismo e la freddezza di carattere. Craig decide di lasciarla e se ne va via da quella gelida casa, portando via con sé anche Ethel alla quale dà il consiglio di tornare all'università e di non perdere l'occasione di amare.

## Produzione
La lavorazione del film, che fu prodotto dalla Pathé Exchange, iniziò il 19 maggio 1928.

## Distribuzione

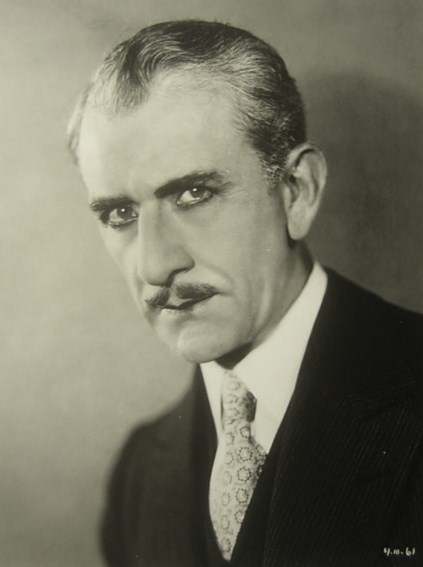
George Irving, cartolina pubblicitaria per il film

Il copyright del film, richiesto dalla Pathé Exchange, inc., fu registrato il 5 settembre 1928 con il numero LP25585.
Distribuito dalla Pathé Exchange, il film uscì nelle sale cinematografiche statunitensi il 16 settembre 1928, dopo esser stato presentato il 12 giugno 1928 in Portogallo con il titolo A Mulher do Próximo	Portugal. In Brasile, il film prese il titolo O Erro de Madame, in Francia quello di Dominatrice.
In Italia, distribuito dalla P.D.C., uscì nel novembre 1930 con il visto di censura numero 25848 e il titolo La fortuna dei mariti.
Non si conoscono copie ancora esistenti della pellicola che viene considerata presumibilmente perduta.

## Altre versioni
- La moglie di Craig (Craig's Wife), regia di Dorothy Arzner - con Rosalind Russell (1936)
- Sola col suo rimorso (Harriet Craig), regia di Vincent Sherman - con Joan Crawford (1950)